# Нуучча
«Нуучча» (от якут. нуучча — «русский») — якутский художественный фильм режиссёра Владимира Мункуева, получивший Гран-при в секции «Восток-Запад» Международного кинофестиваля в Карловых Варах в 2021 году. Сценарий фильма написан по мотивам произведения «Хайлак» писателя и этнографа польского происхождения Вацлава Серошевского. Картина должна была выйти в российский прокат 7 апреля 2022 года. Однако уже в феврале режиссёр сообщил, что все запланированные показы отменены. Фильм получил прокатное удостоверение, однако, фильму были предъявлены обвинения в «русофобии» некоторыми представителями общественности. После чего официальных показов фильма так и не состоялось. 10 января 2023 года режиссёр фильма Владимир Мункуев опубликовал на YouTube документальный фильм о съёмках, а так же опубликовал запись в своём Instagram-аккаунте: «Фильма нет, а фильм о фильме есть».

## Сюжет
В конце XIX века якутская семья, Хабджий и его жена Керемес, живут в глуши и только что похоронили второго ребёнка. Местный князь поселяет к ним русского каторжника Костю, с которым они должны найти общий язык, но каторжник решает стать новым хозяином дома.

## В ролях
- Павел Колесов — Хабджий
- Ирина Михайлова — Керемес
- Сергей Гилёв — Костя
- Иннокентий Луковцев — князь
- Данил Осипов — Пётр
- Зоя Багынанова — мать князя
- Николай Протасов — Тюспут
- Нюргуяна Шадрина — жена князя

## Награды и номинации

### Награды
- Приз «За лучшую режиссуру» 32-го Открытого российского кинофестиваля «Кинотавр», Россия, 2021 г.[7]
- Гран-при в секции «На восток от Запада» 55-го Международного кинофестиваля в Карловых Варах, Чехия, 2021 г.[1]
- Победитель программы «Works in Progress Awards» в категории Post Production Awards на Таллиннском кинофестивале «Тёмные ночи», Эстония, 2020 г.[8]
- Премия Гильдии киноведов и кинокритиков СК РФ в номинации «Запечатленное время» (лучший фильм игровой, неигровой, анимационный), Россия, 2021 г.[9]